# Can Comercí
Can Comercí és una casa de la Cellera de Ter (Selva) inclosa a l'Inventari del Patrimoni Arquitectònic de Catalunya.

## Descripció
Edifici de tres plantes i coberta d'un vessant a façana que fa cantonada amb el carrer Torrent de Sales. Té dues façanes, encara que la del Torrent de Sales només té una finestra mitjana a l'altura del primer pis.
Com la majoria de les cases de la Cellera, està feta de pedra de còdol rierenc que, en la cantonada, està conformada per blocs més grans.
La planta baixa consta d'una portada de mig punt adovellada de còdol poc desbastat.
El primer pis presenta dues finestres petites emmarcades de còdol poc treballat.
El segon pis té dues finestres, una de petita i una de gran, rectangular i de més amplada que alçada. Té una reixa de ferro forjat nova amb decoració senzilla, els ampits de rajola i la llinda de fusta en forma de biga.

## Història
Aquesta part del poble, propera al torrent de Sales (que junta les aigües que venen de Can Vinyes i les de Can Bechdejú), formava part del nucli urbà que es va desenvolupar fins a finals del segle xviii.
El flagell de les torrentades va obligar a posar bagants a les cantonades i entrades d'alguns carrers, i també els encaixos corresponents que encara són visibles i efectius. A més, es va tenir en compte que les cantonades orientades al sud fossin més reculades que les que miraven al nord.
El carrer està dedicat a un mossèn assassinat durant la Guerra Civil (1936).